# 예천 금남리 황목근
예천 금남리 황목근은 대한민국 예천군에 있는 천연기념물이다. 나이가 약 500년쯤 되는 팽나무이며, 한국 내에서 가장 많은 토지를 보유한 담세목이다.
1939년 마을 공동 재산이던 토지를 이 나무 앞으로 등기 이전을 했다. 땅 넓이는 2821평이고, 2000년에 1만 330원의 종합토지소득세를 납부하기도 했다. 한 번도 지방세를 체납하지 않은 모범 납세목이라고 한다. 매년 정월대보름 자정에 당제를 올리며, 7월 백중날에는 마을 전 주민이 이 나무 아래에 모여 잔치를 벌인다고 한다.

## 같이 보기
- 예천 천향리 석송령